# Lisa Allkokondi
Lisa Allkokondi (nascuda el 17 de maig de 1995) és una ciclista de cursa professional albanesa. Va fitxar per la UCI Women's Team Conceria Zabri-Fanini per a la temporada de ciclisme femení de 2019.